# Salvatore Depau
Salvatore Depau Puddu (Ulassai, 26 giugno 1831 – Tortolì, 12 dicembre 1899) è stato un vescovo cattolico italiano.

## Biografia
Nato a Ulassai, in rione Biresusu, terzo di 4 figli, trascorse la sua infanzia nel paese natale.

### Formazione e ministero sacerdotale
Ebbe la fortuna di frequentare regolarmente tutte le scuole, sino ad iscriversi all'Università di Cagliari (una cosa rarissima per quei tempi), dove si laureò in Teologia, acquistando fama di grande teologo già da quando una volta ritornato in Ogliastra da sacerdote venne nominato parroco del paese di Ilbono.
Trasferito poi a Cagliari dove divenne cappellano dell'ospizio Carlo Felice, dopo alcuni anni fece ritorno in Ogliastra, a Tortolì, e divenne arciprete e vicario generale della diocesi dell'Ogliastra.

### Ministero episcopale

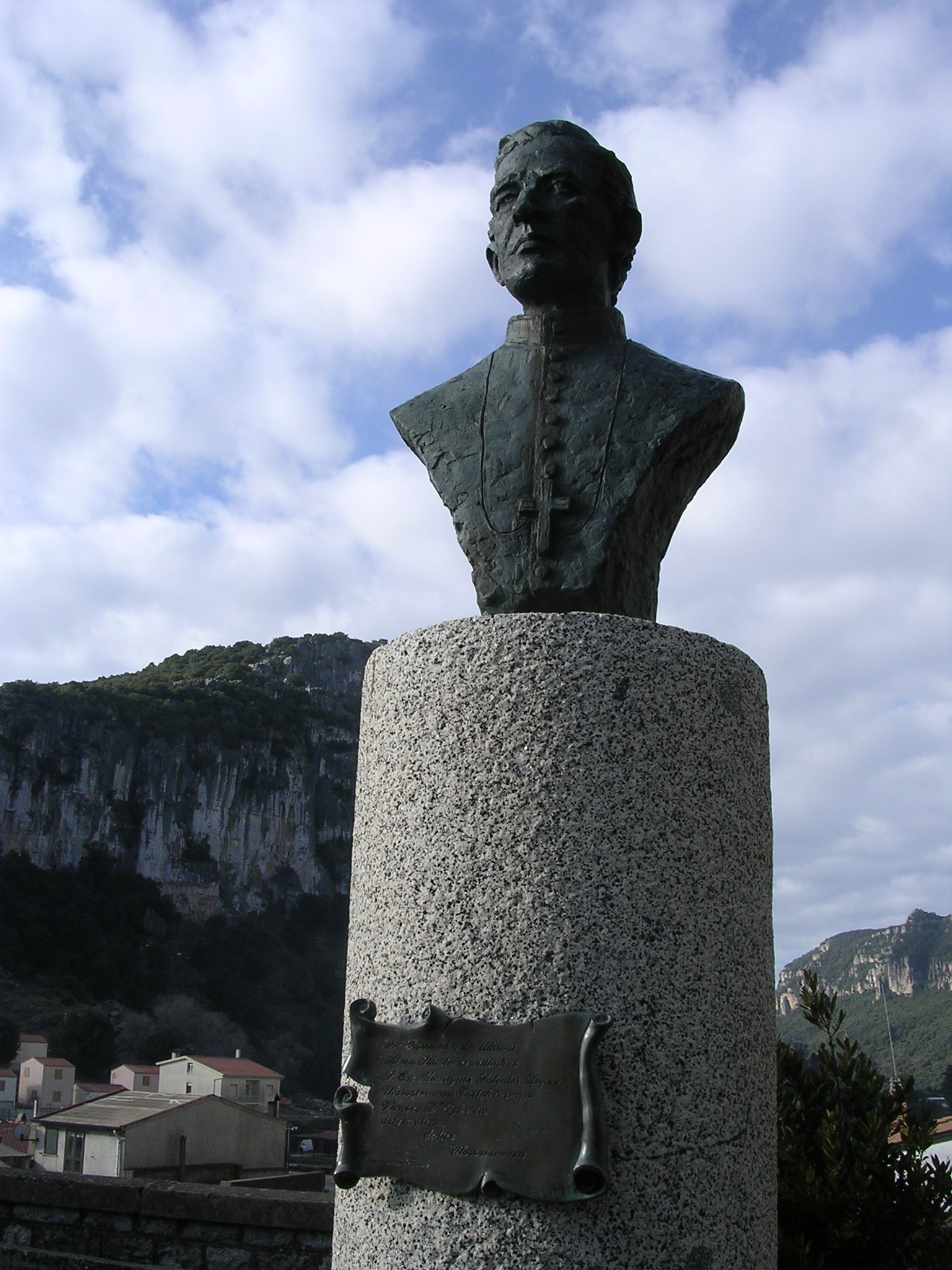
Monumento a Mons. Salvatore Depau Puddu, presso il piazzale della chiesa di Sant'Antioco a Ulassai

Il 12 giugno 1893 papa Leone XIII lo nominò vescovo dell'Ogliastra. Il 24 marzo seguente ricevette l'ordinazione episcopale, nel duomo di Cagliari, dall'arcivescovo Paolo Giuseppe Maria Serci Serra, co-consacranti i vescovi Antonio Maria Contini e Raimondo Ingheo-Ledda.
Fu il primo vescovo dell'Ogliastra ad esser nativo dell'Ogliastra stessa, e a lui si dà molta importanza poiché comprese già subito quanto era importante la cultura in una terra molto isolata e tormentata dai fenomeni di banditismo. Sorretto moralmente anche da un suo caro amico, Francesco Cannas, fece erigere nel suo mandato due importanti edifici: l'istituto salesiano di Lanusei e la cattedrale di Sant'Andrea Apostolo di Tortolì.
Prima di morire pubblicò due scritture: Lettera pastorale per la Quaresima e Lettera pastorale al clero e all'universo popolo Ogliastrino entrambe scritte sia in latino che in italiano.
Morì a Tortolì nel 1899 e venne sepolto nella cattedrale. Ulassai nel 1988 gli rese omaggio con un busto in bronzo di fronte alla chiesa patronale di Sant'Antioco. Gli dedicò anche una via.

## Curiosità
Il 14 novembre 1849 nel paese di Tortolì venne compiuta ai danni del cugino Vittorio Depau di Ulassai una sanguinaria rappresaglia da un cospicuo comando di banditi del circondario d'Ogliastra; in quella notte mentre egli era a Cagliari venne assassinato un suo servo Giuseppe Olla, dopo che quest'ultimo riuscì per difesa ad uccidere un grassatore. Nei giorni seguenti vennero perlustrate le campagne di Arzana, Ulassai, Talana, Villagrande Strisaili in particolar modo per scovare un ricercato molto noto a quei tempi, il latitante Sedda.

## Genealogia episcopale
La genealogia episcopale è:
- Vescovo William Coppinger
- Vescovo John Murphy
- Arcivescovo Patrick Joseph Carew
- Arcivescovo Giovanni Antonio Balma, O.M.V.
- Arcivescovo Paolo Giuseppe Maria Serci Serra
- Vescovo Salvatore Depau Puddu